# لانگنلونسهایم
لانگنلونسهایم (به آلمانی: Langenlonsheim) یک شهر در آلمان است که در باد کرویتسناخ واقع شده‌است. لانگنلونسهایم ۳٬۶۱۵ نفر جمعیت دارد.